# حلقه‌زایی آزید-آلکین هیوسگن
حلقه‌زایی آزید-آلکین هیوسگن(به انگلیسی: Azide-alkyne Huisgen cycloaddition) یک حلقه‌زایی دو قطبی ۱ و ۳ بین یک آزید و یک آلکین ترمینال یا داخلی برای ایجاد ۳٬۲٬۱-تری‌آزول است. رالف هیوسگن اولین شیمیدانی بود که این واکنش آلی را توصیف کرد.

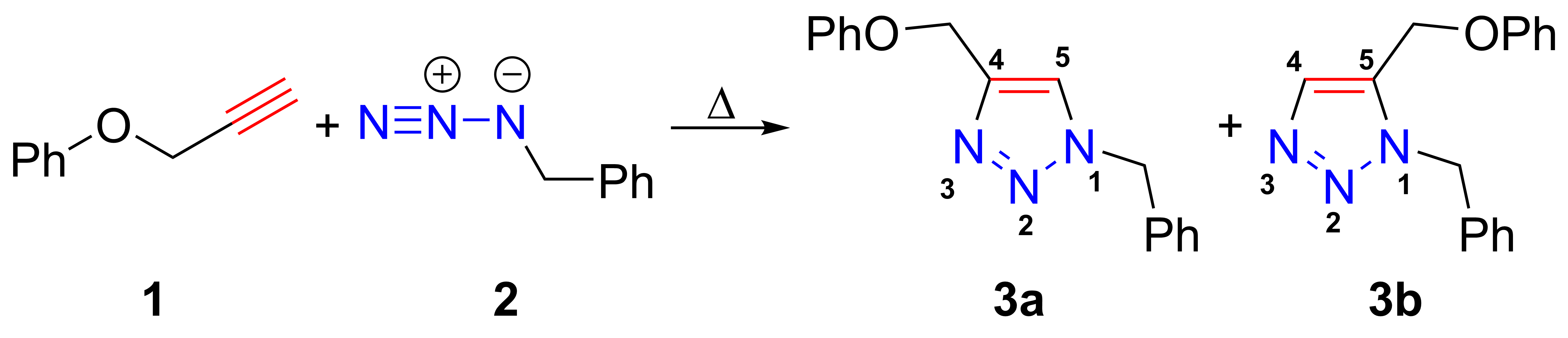
حلقه‌زایی دو قطبی ۱ و ۳ هویسگن حرارتی.

در واکنش بالا آزید ۲ به‌طور منظم با آلکین ۱ واکنش نشان می‌دهد تا محصول تری‌آزول را به شکل مخلوطی از محصول افزایشی ۴،۱ (3a) و ۵،۱ (3b) در ۹۸ درجه سانتی‌گراد در ۱۸ ساعت ایجاد کند.